# Jean-Jacques Marcel
Jean-Jacques Marcel (ur. 13 czerwca 1931 w Brignoles, zm. 3 października 2014) – francuski piłkarz, pomocnik. Brązowy medalista MŚ 58.
Karierę zaczynał w FC Sochaux-Montbéliard, gdzie grał w latach 1949–1954. W 1954 na pięć sezonów odszedł do Olympique Marsylia, następnie występował w Sporting Toulon Var (1959–1960) i RCF Paris (1960–1965).
W reprezentacji Francji zagrał 44 razy i strzelił 3 bramki. Debiutował 14 maja 1953 w meczu z Walią, ostatni raz zagrał w 1961. Brał udział w MŚ 54 oraz ME 60. Kilkakrotnie pełnił funkcję kapitana zespołu. Podczas MŚ 58 wystąpił w pięciu meczach Francji w turnieju.